# Eratigena herculea
Eratigena herculea là một loài nhện trong họ Agelenidae. Chúng được Jean-Louis Fage miêu tả năm 1931.